# Lukačevec Toplički
Lukačevec Toplički – wieś w Chorwacji, w żupanii varażdińskiej, w mieście Varaždinske Toplice. W 2011 roku liczyła 55 mieszkańców.